# Portsmouth
|  | Per a altres significats, vegeu «Portsmouth (desambiguació)». |

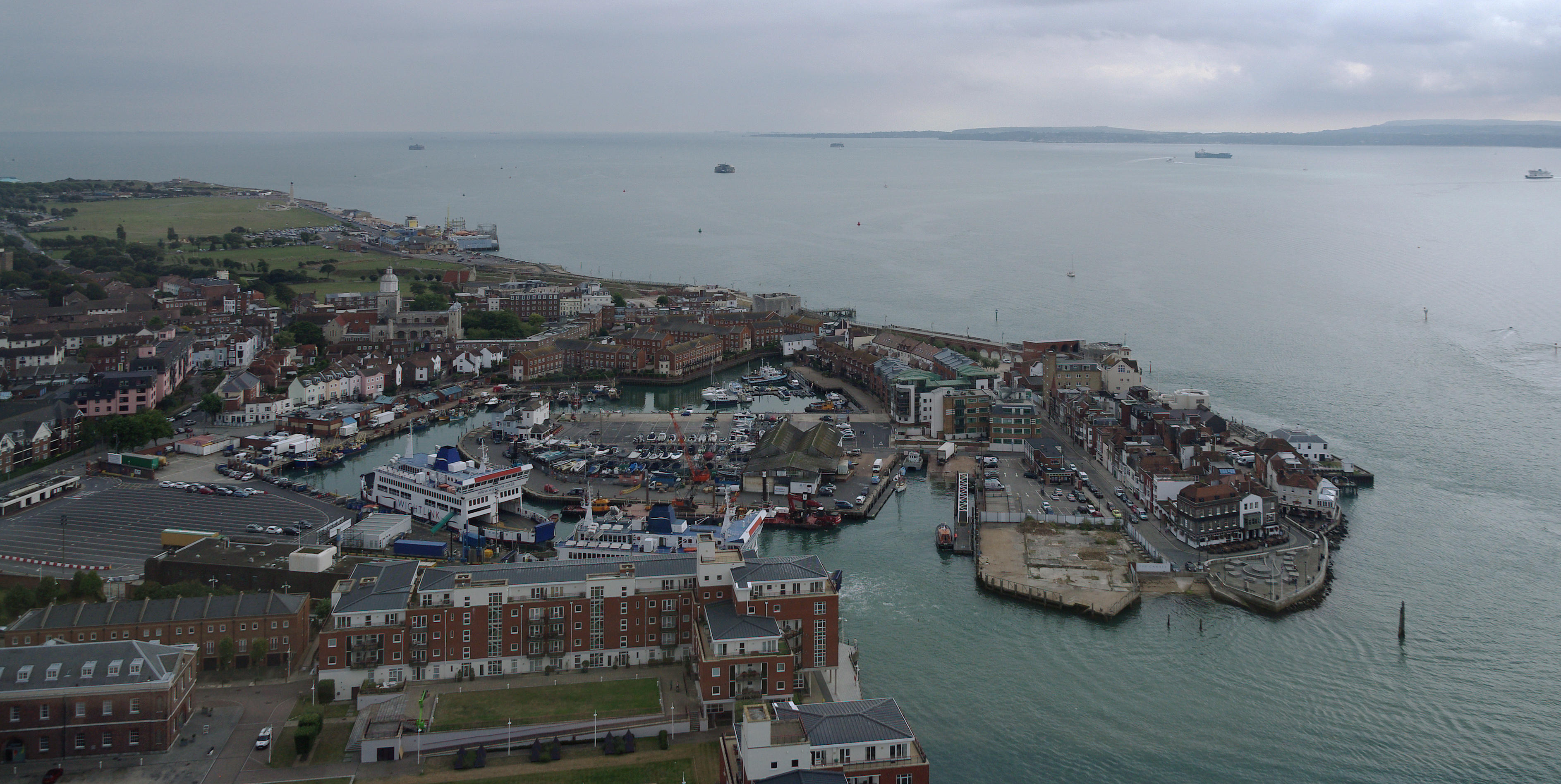
Portsmouth

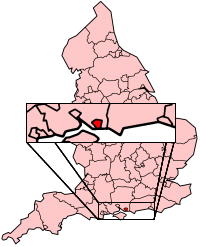
Localització de Porstmouth a Anglaterra

Portsmouth és una ciutat d'uns 189.000 habitants situada en el comtat de Hampshire, a la costa sud d'Anglaterra. La unitat administrativa forma part d'una conurbació més àmplia que Portsmouth, que inclou Fareham, Portchester, Gosport, Havant (que inclou un gran suburbi d'Eigh Park), Lee-on-the-Solent, Stubbington i Waterlooville, amb una població estimada de 442.252 residents, cosa que en fa l'onzena zona urbana més gran d'Anglaterra. Va ser un notable port naval durant segles, és llar del dic sec més vell del món encara en ús, i de molts vaixells famosos.

## Persones il·lustres
- Charles Dickens, escriptor.
- James Callaghan, polític.
- Christopher Hitchens, politòleg.
- Christopher Logue (1926-2011) poeta i escriptor
- John Madden (1949-), un director de cinema, teatre, televisió i ràdio
- Peter Sellers (nascut a la propera Southsea), actor i comediant.
- Peter Wells, Gran Mestre d'escacs
- Freda Swain (1902-1985) compositora.
- Isambard Kingdom Brunel,(1806 - 1859) fou un enginyer britànic.